# Дрипав (шаби) шик
Стилът „дрипав“ (шаби) шик се появява в края на 80-те години на ХХ век. Негов автор е Рейчъл Ашуел, която започва да купува стари мебели от разпродажби и бит пазари, за да обзаведе дома си. В крайна сметка домът ѝ става толкова красив и уютен, че хобито ѝ се превръща в работа, започва да отваря магазини за такива мебели, а стилът става доста популярен.
Основната цел в декора в дрипав (шаби) шик е да се създаде спокойна и непринудена атмосфера. Това се постига със стари или изкуствено състарени мебели, естествени материи и разнообразие от малки джаджи, които държат спомени от романтични времена.

## Характеристики

### Мебели и осветление
„Стари мебели с история“ – това е асоциация, която мебелите в дрипав (шаби) шик провокират.
Мебелите са стари или изкуствено състарени. Боядисани са с няколко слоя боя в неутрален цвят, като на места покритието е напукано и долните слоеве се показват. Използвани техники за изкуствено състаряване са състаряване с патина, глазура или восък, Craquelure (изкуствено напукване) и декупаж.
При градинските мебели са валидни същите принципи. Тук дървените пейки и маси се съчетават с мебели от ковано желязо, боядисани в ярки цветове.
Подреждането на мебелите в дрипав (шаби) шик се фокусира върху комфорта. В дома трябва да има много място за сядане. Столове и канапета се комбинират с други мебели, за да създадете лека атмосфера за разговор.
При осветлението на тавана може да се използват ретро полилеи със стъклени перли или кристали. Стенни свещници и романтична нощни светлини също се вписват в шаби шик интериора.

### Цветовата палитра
Дрипавият (шаби) шик стил залага на неутрални и пастелни нюанси. Най-популярни са цветът на яйчена черупка, мляко, бяло, сиво – бежово, екрю, пясък, бледо синьо, бледо розово и топло светло сиво.

### Под
Натурално дърво или настилки от керамични плочки са най-популярните настилки за дрипавия (шаби шик) декор – дори за кухнята. Рисуваните подове или ромбоидната шарка са изключително популярни в този стил.

### Текстил
Естествени тъкани в меки неутрални цветове: неизбелен лен, памук, басма и дантела са най-използваните материи в дрипавия (шаби) шик дизайн. Основни шарки са райетата, флоралните мотиви и каретата. Леките ивици и каретата са отличителната черта на дрипавия (шаби) шик – те придават интимна атмосфера на стаите.

### Аксесоари
Аксесоарите и декорацията са в различни размери, форми и текстура. Интериорът съдържа голямо количество романтични елементи – ангели, нежни фигурки, фото албуми, купи с плодове. Природата е представена от букети от диви цветя (в пастелни цветове или просто зелени растения) и клонки.